# Les Derniers Jours du disco
Pour plus de détails, voir Fiche technique et Distribution.
Les Derniers Jours du disco (The Last Days of Disco) est un film américain réalisé par Whit Stillman, sorti en 1998.

## Synopsis
Dans les années 1980. Deux jeunes femmes aux personnalités diverses, Charlotte Pingress, carriériste, et Alice Kinnon, douce, calme et intelligente, viennent de décrocher leur premier emploi à Manhattan dans une maison d'édition. Entre les deux jeunes femmes naît une amitié incertaine, mêlée d'une certaine rivalité, malgré une passion commune pour le disco...

## Fiche technique
- Titre : Les Derniers Jours du disco
- Titre original : The Last Days of Disco
- Réalisation et scénario : Whit Stillman
- Musique : Mark Suozzo
- Directeur de la photographie : John Thomas
- Montage : Andrew Hafitz et Jay Pires
- Distribution des rôles : Kerry Barden, Billy Hopkins et Suzanne Smith
- Création des décors : Ginger Tougas
- Direction artistique : Molly Mikula
- Décorateur de plateau : Lisa Nilsson
- Création des costumes : Sarah Edwards
- Producteur : Whit Stillman
- Coproducteurs : Edmon Roch et Cecilia Kate Roque
- Producteur exécutif : John Sloss
- Directrice de production : Cecilia Kate Roque
- Sociétés de production : Castle Rock Entertainment, Polygram Filmed Entertainment et Westerly Films
- Sociétés de distribution :  Gramercy Pictures •  Warner Bros.
- Budget : 8 000 000 dollars[1]
- Tournage :
  - Langue : anglais
  - Dates de tournage : 12 août au 27 octobre 1997[1]
  - Lieux de tournage : Jersey City,  New Jersey et New York[2]
- Format : 1.85:1 - 35mm - Couleur (Technicolor) – Son Dolby Digital, DTS et SDDS
- Genre : Comédie dramatique, Romance
- Durée : 113 minutes
- Dates de sortie en salles : 
  -  États-Unis : 29 mai 1998
  -  Royaume-Uni : août 1998 (festival du film d’Édimbourg) • 4 septembre 1998
  -  France : 25 août 1999

## Distribution
- Chloë Sevigny (VF : Anneliese Fromont) : Alice
- Kate Beckinsale (VF : Julie Dumas) : Charlotte
- Chris Eigeman (VF : Philippe Bozo) : Des
- Mackenzie Astin (en) (VF : Paolo Domingo) : Jimmy
- Matt Keeslar : Josh
- Sonsee Neu : Diana
- Robert Sean Leonard : Tom
- Jennifer Beals : Nina
- Matt Ross (VF : Didier Cherbuy) : Dan
- Burr Steers : Van
- Jaid Barrymore : Tiger Lady
- Michael Weatherly : Hap
- Kathleen Chalfant : Zenia
- Mark McKinney : Rex
- George Plimpton : Clubgoer

## Autour du film
- Les Derniers Jours du disco est le premier film américain de l'actrice britannique Kate Beckinsale, installée depuis peu aux États-Unis.
- Le tournage s'est déroulé d'août à octobre 1997 à New York et dans le New Jersey.

## Vidéographie
- Les Derniers Jours du disco - DVD Zone 2 édité chez Warner Home Video (sorti le 19 juillet 2006) [3].